# Mamen Moreu
Mamen Moreu (Osca, 22 de febrer de 1985) és una dibuixant de còmic espanyola. Va estudiar batxillerat artístic a Osca, i després estudià arts gràfiques a l'escola Joso de Barcelona. Ha publicat en El Jueves des de 2009 fins a 2013, any en què deixa de costat les seues publicacions per a centrar-se en l'elaboració de la seua novel·la gràfica Resaca, que publicaria amb Astiberri en 2014. En 2014 abandonaria definitivament El Jueves, junt al seu descobridor, Albert Monteys, en protesta per la censura que RBA va fer de la portada del número 1932, dedicada a la Casa Reial espanyola. Des de 2013 col·labora també per a la revista TMEO.

## Multimèdia
- Presentació de Resaca a València, amb Miguel Gallardo i Paco Roca.
- Presentació de Resaca a València, Mamen Moreu parla sobre l'obra i les seues referències i Paco Roca conta una anècdota.
- Col·loqui a la presentació de "Resaca" a València. Els assistents parlen sobre la censura de la portada del Jueves dedicada a l'abdicació del Rei (de fons parla Raúl Salazar).